# 瓦西里·尼古拉耶维奇·库朋斯齐

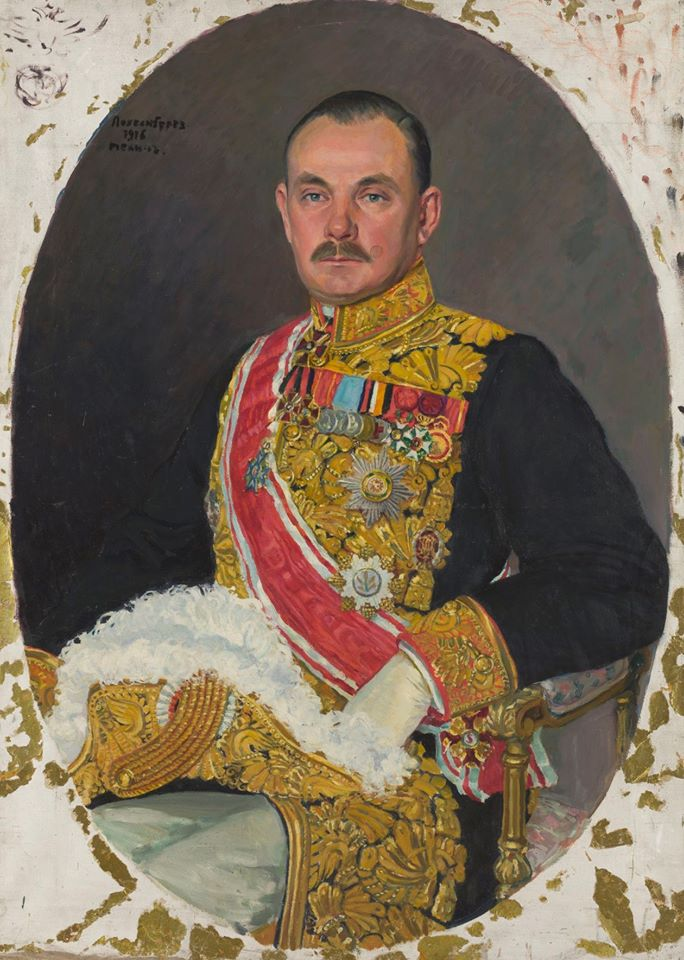
瓦西里·尼古拉耶维奇·库朋斯齐

瓦西里·尼古拉耶维奇·库朋斯齐（俄语：Васи́лий Никола́евич Крупе́нский，1869年8月22日—1945年4月5日），是俄国外交官。曾出任驻中华民国、驻日本公使。十月革命之后，他辞去职务，赴意大利定居，1931年移居法国。